# Джевецкий, Францишек
Франци́шек Джеве́цкий (пол. Franciszek Drzewiecki FDP; 26 февраля 1908, Здуны, Ловичский повят — 15 июля 1943, Хартхайм, Верхняя Австрия) — блаженный Римско-Католической Церкви, священник, монах, мученик. Входит в число 108 блаженных польских мучеников, беатифицированных римским папой Иоанном Павлом II во время его посещения Варшавы 13 июня 1999 года.

## Биография
После окончания средней школы некоторое время обучался в педагогическом училище в Ловиче. Осенью 1928 года поступил в гимназию, которой руководили монахи из ордена орионистов. 10 декабря 1930 года принял первые временные монашеские обеты. В 1931 году направился в Венецию, Италия, где обучался теологии. С 1933 по 1934 год проходил новициат, после окончания которого 6 июня 1936 года был рукоположён в сан священника. В декабре 1937 года вернулся в Польшу, где занимался педагогической деятельностью.
После начала немецкой оккупации Польши не прервал свою пастырскую и педагогическую деятельность. 7 ноября 1939 года во время массовых арестов был арестован немецкими властями и интернирован в концентрационный лагерь Дахау. Во время тяжёлых физических работ в концлагере он получил сильное обморожение конечностей, что стало причиной его заключения в замке Хартхайм (нем. Schloss Hartheim), Алькофен) где он был убит 15 июля 1943 года в газовой камере. Его концентрационный номер — 22666.

## Прославление
13 июня 1999 года был беатифицирован римским папой Иоанном Павлом II вместе с другими польскими мучениками Второй мировой войны.
День памяти — 12 июня.